# Mychonia excisa
Mychonia excisa är en fjärilsart som beskrevs av W. Warren 1906. Mychonia excisa ingår i släktet Mychonia och familjen mätare. Inga underarter finns listade i Catalogue of Life.